# كوم اللوفي
قرية كوم اللوفي هي إحدى القرى التابعة لمركز سمالوط بمحافظة المنيا في جمهورية مصر العربية. حسب إحصاءات سنة 2006، بلغ إجمالي السكان في كوم اللوفي 7147 نسمة، منهم 3779 رجلا و3368 امرأة.